# Atentado contra el Puesto de Gobierno de Tifariti de 1974
El atentado contra el Puesto de Gobierno de Tifariti fue un atentado terrorista del Frente Polisario que tuvo lugar el 17 de diciembre de 1974 en Tifariti, Sahara español.

## Ataque
En la noche del 17 de diciembre de 1974 fue tiroteado el Puesto de Gobierno de Tifariti por el Frente Polisario, quienes además tenían como objetivo el secuestro del intérprete Hamudi Uld Kureina. Los atacantes procedían de Mauritania, hacia donde se replegaron tras el ataque. A su captura acudió una patrulla de la Policía Territorial de Esmara, que fue emboscada y atacada con ametralladoras el día 18 en la zona de Gleibat Akyeyemat y Gor le Freinina (Mauritania). Ante las difíciles condiciones para contrarrestar el ataque, ésta solicitó refuerzos y medios aéreos para apoyo y evacuación. Se sumó a la acción una patrulla de la Agrupación de Tropas Nómadas (ATN) desde Esmara y una Sección de la 3.ª Compañía de la IX Bandera del 4.º Tercio, constituida como de Operaciones Especiales desde el 23 de marzo de 1972, al mando del teniente Cuesta Núñez. Durante la noche el Frente Polisario abandonó aparentemente la zona, a excepción de tres de sus miembros, que fueron capturados en la mañana del 19 por la Sección helitransportada de la 1.ª Compañía de la VII Bandera del Tercio 3.º, al mando del teniente Alonso Marcili. Durante el repliegue fueron nuevamente disparados en el barranco, muriendo en el acto el sargento Carazo y siendo heridos el cabo Suárez y el legionario Parreira.

## Víctimas
Fue muerto el sevillano sargento Francisco José Carazo Orellana. Había rechazado el permiso que tenía para contraer matrimonio para entrar en acción. Además fueron muertos un cabo y cuatro agentes nativos de la Policía Territorial. El cabo Jesús Suárez González fue herido por disparos en el pie y el ojo, y el legionario Antonio Parreira Horta en la cadera y el brazo. Además fue herido el soldado operador radio de la ATN José Luis Maceiras Prieto, junto a un cabo y siete agentes nativos de la Policía Territorial. El fallecido y algunos de los heridos fueron concedidas las Cruces del Mérito Militar con distintivo rojo.

## Consecuencias
La información pública sobre este ataque, producido durante el tardofranquismo, fue controlada por las autoridades. El Frente Polisario continuó atacando a españoles, especialmente en relación con las minas de Fos Bucraa y, tras la invasión de Marruecos del Sahara español, a pesqueros españoles en el banco canario sahariano, como el Junquito o la patrullera Tagomago. Este ataque no tuvo consecuencias penales para el Frente Polisario. No hubo reparación a las víctimas por parte del Frente Polisario. Además, en 2017 la Secretaría de Estado de Seguridad del Ministerio del Interior de Juan Ignacio Zoido, afirmó que Frente Polisario no era una organización terrorista, lo que supuso que en 2019 la Audiencia Nacional denegara al sargento Carazo el estatus de víctima del terrorismo.